# Jean-Baptiste Basile Billaudel
Jean-Baptiste Basilide Billaudel, né le 12 juin 1793 à Rethel et Mort à Cenon le 23 juin 1851, est un ingénieur français, ingénieur en chef des ponts et chaussées, maire de Bordeaux en 1848, conseiller général et député de la Gironde de 1837 à 1849, président de l'Académie de Bordeaux.

## Biographie
Élève des écoles polytechniques et des Ponts et Chaussées. Ingénieur ordinaire en 1818 puis ingénieur en chef jusqu'en 1840, l'ensemble de sa carrière se déroule à Bordeaux. En 1818, il épouse la fille de son supérieur hiérarchique Claude Deschamps, avec qui il réalise le pont de pierre de Bordeaux.
Membre de la gauche dynastique, il entre à l'assemblée nationale en 1837.
Désigné par le gouvernement, il est maire de Bordeaux du 11 mars 1848 au 15 août 1848.

## Publications
- Billaudel, Jean-Baptiste, Les Landes en mil huit cent vingt six : ou esquisse d'un plan général d'amélioration des landes de Bordeaux, Bordeaux, de l'impr. André Brossier, 1826, 168 p. (lire en ligne)
- Jean-Baptiste Billaudel, Brémontier, in « Portraits et Histoire des hommes utiles » par Adrien Jarry de Mancy, 1839 (7e année), Société Montyon et Franklin, p. 114-154

## Décorations
- Chevalier de la Légion d'honneur en 1825[3]

### Sources
- « Jean-Baptiste Basile Billaudel », dans Adolphe Robert et Gaston Cougny, Dictionnaire des parlementaires français, Edgar Bourloton, 1889-1891 [détail de l’édition]

## Référence
1. ↑  Jean-Baptiste Basile Billaudel Site de l'Assemblée nationale
2. ↑   Histoire des Maires de Bordeaux
3. ↑  « Recherche - Base de données Léonore », sur leonore.archives-nationales.culture.gouv.fr (consulté le 13 novembre 2023).